# Abdallah Said
Abdallah Mahmoud Said Bekhit (en árabe: عبد الله السعيد‎; Ismailía, 13 de julio de 1985) es un futbolista egipcio que juega en la demarcación de delantero para el Zamalek S. C. de la Premier League de Egipto.

## Trayectoria

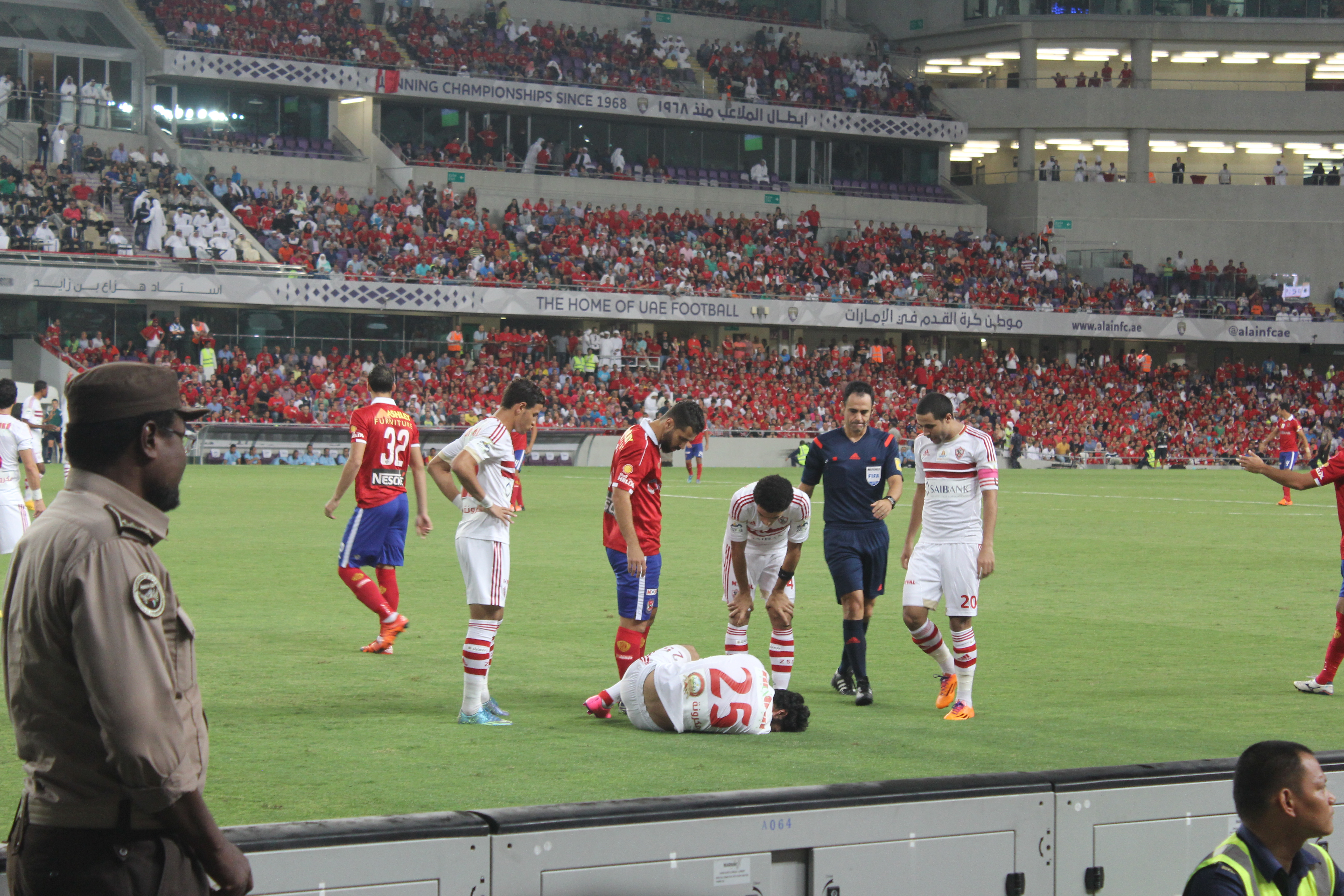
Abdallah Said Jugando en un Partido de Futbol

En 2005 dio sus primeros pasos en el equipo juvenil del Ismaily SC, club de su ciudad natal. El 15 de septiembre de 2011, debido a la grave crisis financiera que enfrenta el club es transferido al Al-Ahly de El Cairo, donde permanece hasta 2018. El 9 de abril, es cedido durante dos meses al KuPS Kuopio, de Finlandia. El 23 de mayo de 2018, es fichado por el club Al-Ahli Jeddah de Arabia Saudita por dos temporadas. En enero de 2019 regresó a Egipto para jugar en el Pyramids FC.

## Selección nacional
En 2005 participó con la selección sub-20 de Egipto en la Copa Mundial Sub-20, celebrada en Países Bajos. Debutó con la selección absoluta de los faraones el 14 de junio de 2008 en un encuentro ante Malaui, partido válido para la clasificación a la Copa del Mundo 2010. Anota su primer gol nacional el 17 de noviembre de 2015 contra Chad. Además disputó la Copa Africana de Naciones 2017, donde resultó subcampeón tras caer ante Camerún. El 13 de mayo de 2018 fue preseleccionado por el seleccionador Héctor Cúper para la prelista de Egipto que disputó la Copa Mundial de Fútbol de 2018.
Con la selección egipcia ha sido 56 veces internacional, anotando seis goles.

## Clubes
| Club           | País           | Año       |
| -------------- | -------------- | --------- |
| Ismaily S. C.  | Egipto         | 2005-2011 |
| Al-Ahly        | Egipto         | 2011-2018 |
| KuPS Kuopio    | Finlandia      | 2018      |
| Al-Ahli Jeddah | Arabia Saudita | 2018-2019 |
| Pyramids F. C. | Egipto         | 2019-2024 |
| Zamalek S. C.  | Egipto         | 2024-     |

## Palmarés
Al-Ahly
- Premier League de Egipto (4): 2014, 2016, 2017, 2018
- Copa de Egipto (1): 2017
- Supercopa de Egipto (4): 2011, 2014, 2015, 2017
- Liga de Campeones de la CAF (2): 2012, 2013
- Copa Confederación de la CAF (1): 2014
- Supercopa de la CAF (2): 2013, 2014